# Clube Atlético Ouriense
O Clube Atlético Ouriense é um clube português, localizado na cidade de Ourém, distrito de Santarém. O clube foi fundado em 27 de Junho de 1949 e o seu atual presidente chama-se José Luís Ferreira. Os seus jogos em casa são disputados no Estádio Campo da Caridade, com capacidade para 2 500 pessoas. O clube possui equipas masculinas e femininas de futebol e uma escola de formação de camadas jovens.
A equipa feminina possui destaque internacional, uma vez que venceu o vencendo o Campeonato Nacional de Futebol Feminino de 2012/13 e novamente em 2013/14, além de conquistar a Taça de Portugal de Futebol Feminino de 2013 e ter participado na Liga dos Campeões de Futebol Feminino da UEFA.
Quanto à equipa masculina, na época de 2014/15, disputou o Campeonato Nacional de Seniores (III Divisão).

## Palmarés
- Campeão Distrital Seniores 1ª Divisão: 2013/14
- Supertaça "Dr. Alves Vieira": 2014/15